# Marians (Soanyes)
Marians ([məɾi'ans]) és un poble de la comuna de Soanyes, a la comarca nord-catalana del Conflent. Entre 1790 i 1823 gaudí d'independència municipal, fins que fou agregat a Soanyes, que fins aquell moment tenia també comuna pròpia.
És a la dreta de la Tet, llevat d'una estreta franja de territori a la seva esquerra, al nord del Molí del Pont Nou.

## Etimologia
Joan Coromines explica que el nom d'aquest poble deriva del nom propi llatí Maretius, com es dona també en el cas de Marçà. La diferència és que a Marians no es produeix síncope vocàlica, i de Marezans es passà a Mareans i a Marians.

## Geografia
L'antic terme comunal de Marians és al sud-oest del centre de la comarca del Conflent. Ocupava una mica menys de la quarta part occidental de l'actual terme de Soanyes.
El terme de Marians és en el vessant nord-oest de la Serra, entre el de Soanyes, a llevant, i el de Canavelles, a ponent. Ocupa majoritàriament la riba dreta de la Tet, però una estreta franja de territori passa a l'esquerra del riu.
|            | Oleta |         |
| Canavelles |       | Soanyes |
|            | Nyer  |         |

### Marians

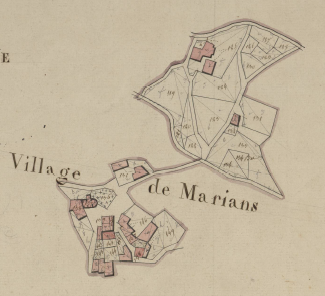
Marians en el Cadastre napoleònic del 1812 (ADPO)

A ponent del terme actual de Soanyes, en un replà del coster de la muntanya, es troba el poble de Marians, agrupat al voltant de l'església, antigament parroquial, de Sant Fruitós de Marians, d'origen romànic. Era aproximadament al centre de l'antic terme propi.

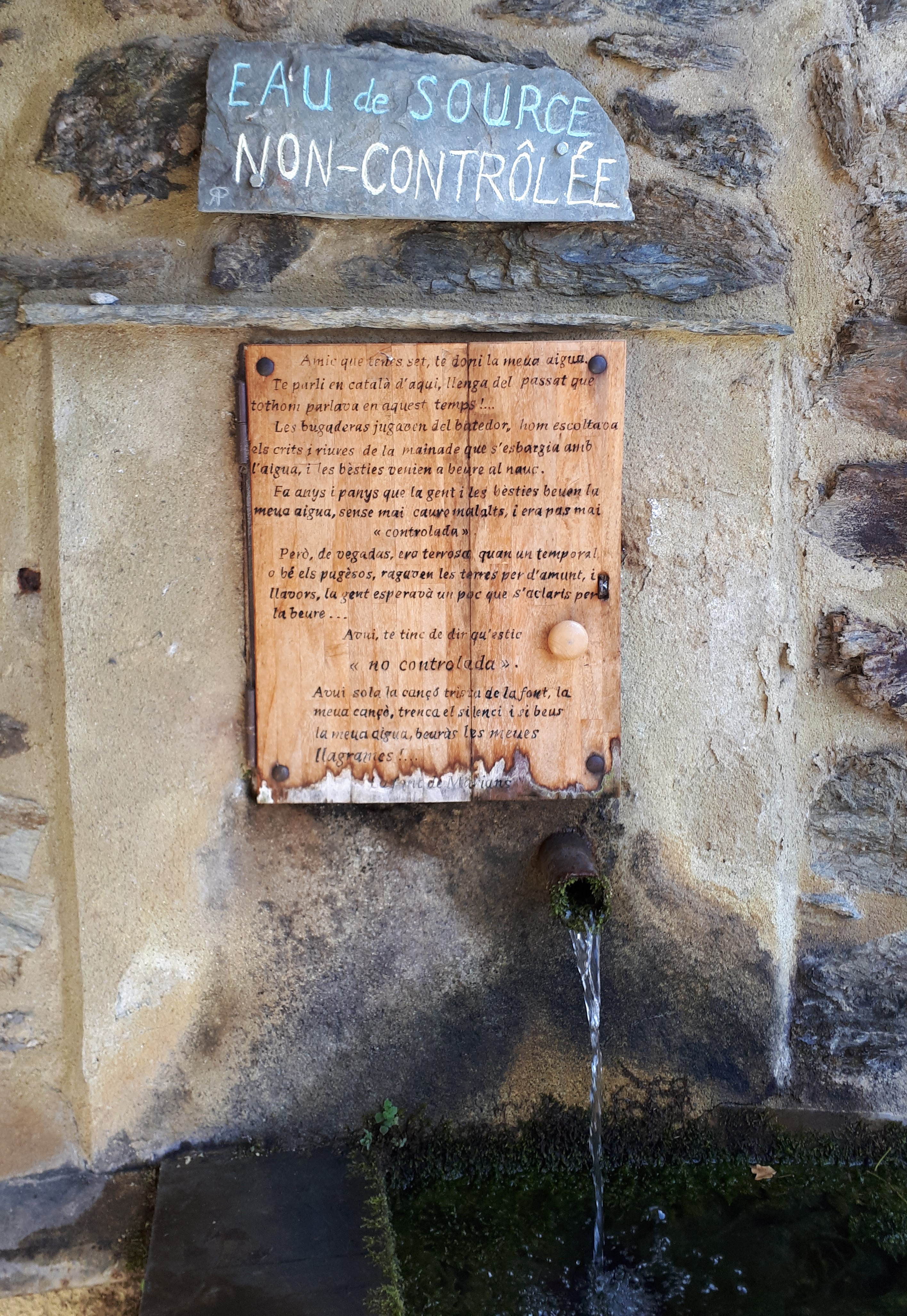
Avís en català a la font del poble de Marians, Conflent. "Fa anys i panys que la gent i les besties beuen la meua aigua, sense mai caure malalts, i era pas mai 'controlada'."